# Biology
Biology ist eine vierteljährlich erscheinende, begutachtete wissenschaftliche Fachzeitschrift mit thematischem Schwerpunkt Biologie, die seit 2012 von MDPI nach dem Open-Access-Modell herausgegeben wird. Der derzeitige Chefredakteur ist Chris O’Callaghan.